# 劉勳 (虎牙都尉)
劉勳（？—190年代），字子璜。东汉末年京兆虎牙都尉。
劉勳是率先和袁绍一同起兵讨伐董卓的人物，並在收服张杨等事件中多有建功，最后因私怨被袁绍所杀害。公孙瓒后来在和袁绍开战时，将杀害刘勋列为袁绍的罪状之一。